# Kelly Piquet
Kelly Tamsma Piquet Souto Maior (Homburgo, Sarre; 7 de diciembre de 1988) es una columnista, bloguera, publicista y modelo nacida en Alemania que posee nacionalidad brasileña. Ella habla inglés, francés, portugués y alemán con fluidez. Es hija del tres veces campeón mundial de Fórmula 1 Nelson Piquet.
Asistió a la universidad en Marymount Manhattan College en Nueva York y permaneció allí durante seis años. Se graduó en Relaciones Internacionales con énfasis en ciencias políticas y economía. Durante la universidad, hizo una pasantía en moda y decidió dedicarse al negocio. Trabajó en 
Vogue Latinoamérica, Bergdorf Goodman, KCD (agencia de prensa), entre otras, además de ser columnista de la revista Marie Claire.
En 2014, Piquet se encargó de gestionar las redes sociales de la Fórmula E, además de mantener un blog en el sitio web oficial de la categoría.
Entre 2016 y 2020 mantuvo una relación con el piloto ruso Daniil Kvyat. Piquet dio a luz la única hija de la pareja, el 27 de julio de 2019.
Actualmente es la pareja de Max Verstappen, con quien ya tiene su primera hija biológica, Lily Verstappen Piquet, nacida el 25 de abril de 2025.